# Mas del Negre
El Mas del Negre és una masia de Batea (Terra Alta) inclosa a l'Inventari del Patrimoni Arquitectònic de Catalunya.

## Descripció
És una construcció mig malmesa on es veu una part original amb un afegit posterior a un lateral. Altres dependències annexes estan en ruïnes, com ara, els corrals. A la part més antiga abunda el carreu, sobretot a les cantonades i obertures. La porta principal està feta amb un arc de mig punt adovellat on apareix la data "1797" a la dovella clau, i per sobre d'ella, hi ha un espai que estaria ocupat per una llosa de pedra amb algun motiu heràldic o epigràfic. A la façana principal hi ha afegit un petit forn. Els terrenys de la propietat estan conreats i limiten amb el llit del riu Algars.

## Història
El lloc que ocupa, a un recolze del riu Algars, és força interessant, ja que en menys d'un quilòmetre s'hi troba: El castell, la capells de Sant Joan d'Algars i el molí d'Algars o Mas de Roda, tots ells d'origen templer, i el mas de la Cova.